# جاك بروس
جون سيمون آشر بروس (بالإنجليزية: Jack Bruce)‏(14 مايو 1943 – 25 أكتوبر 2014)، موسيقي إسكتلندي بارز، عُرف بكونه المغني الرئيسي وعازف الجيتار في فرقة الروك الشهيرة "كريم". واصل مشواره الفني كفنان منفرد بعد تفكك الفرقة عام 1968 وعزف مع فرق موسيقية متعددة.
بدأت مسيرته الموسيقية في أوائل الستينيات حين انضم إلى "منظمة غراهام بوند"، حيث التقى جينجر بيكر الذي أصبح لاحقًا زميله في فرقة "كريم". بعد مغادرته الفرقة، انضم لفترة قصيرة إلى "جون مايال آند ذا بلوزبريكرز" حيث التقى بإريك كلابتون. في عام 1966، وبعد فترة وجيزة مع "مانفريد مان"، شكل بروس مع كلابتون وبيكر فرقة "كريم". كان له دور كبير في تأليف العديد من أشهر أغاني الفرقة مثل "Sunshine of Your Love" و"White Room" و"I Feel Free"، بالتعاون مع الشاعر وكاتب الأغاني بيت براون.
عقب تفكك "كريم"، اتجه بروس إلى تسجيل ألبومات منفردة وتأسيس فرقة خاصة للعروض الحية. في عام 1972، أنشأ فرقة البلوز روك "ويست، بروس آند لينج" بمشاركة ليزلي ويست وكوركي لينج. امتدت مسيرته الفنية لأكثر من أربعة عقود، حيث تعاون مع فرق موسيقية متعددة خلال السبعينيات وحتى التسعينيات.
في عام 2005، عاد بروس للظهور مع فرقة "كريم" لإحياء حفلات موسيقية في قاعة رويال ألبرت هول وماديسون سكوير جاردن بنيويورك.
يُعد بروس أحد أبرز عازفي الجيتار الباص في تاريخ الموسيقى. صنّفه قراء مجلة "رولينج ستون" في المرتبة الثامنة ضمن قائمة "أفضل 10 عازفي باص على الإطلاق". كما تم تكريمه بدخوله قاعة مشاهير الروك آند رول عام 1993، وحصل على جائزة غرامي للإنجاز مدى الحياة عام 2006 كعضو في فرقة "كريم".

## وصلات خارجية
- جاك بروس على موقع IMDb (الإنجليزية)
- جاك بروس على موقع ميوزك برينز (الإنجليزية)
- جاك بروس على موقع رولينغ ستون (الإنجليزية)
- جاك بروس على موقع قاعدة بيانات برودواي على الإنترنت (الإنجليزية)
- جاك بروس على موقع إن إن دي بي (الإنجليزية)
- جاك بروس على موقع أول ميوزيك (الإنجليزية)
- جاك بروس على موقع ديسكوغز (الإنجليزية)
- جاك بروس على موقع قاعدة بيانات الفيلم (الإنجليزية)

- الموقع الرسمي
- جاك بروس في قاعدة بيانات السينما